# ESI International Award for Software Excellence
El ESI International Award for Software Excellence es un premio otorgado por el instituto ESI-Tecnalia (European Software Institute) para reconocer los esfuerzos hechos por organizaciones con un compromiso visible para la excelencia en el software y en sus procesos. Está enfocado para compañías de desarrollo de software de cualquier sector y tamaño que hayan demostrado dicho compromiso con la excelencia de software generando y soportando efectivas iniciativas de TI.
Existen las siguientes categorías para el premio:
- Categoría Internacional
- Categoría Europea
- Categoría SME (Small and Medium Enterprises)